# جوب الأسفل (عمران)
جوب الأسفل هي إحدى قرى الجمهورية اليمنية. تتبع جغرافيا لمحافظة عمران وإداريًا لمديرية جبل عيال يزيد. يبلغ تعداد سكانها 5355 نسمة حسب الإحصاء الذي أجري عام 2004.